# Leuculopsis
Leuculopsis är ett släkte av fjärilar. Leuculopsis ingår i familjen mätare.
Kladogram enligt Catalogue of Life:
| Leuculopsis | \| \| Leuculopsis approximans \| \| \| \| \| \| Leuculopsis bilineata \| \| \| \| \| \| Leuculopsis coanaria \| \| \| \| \| \| Leuculopsis collineata \| \| \| \| \| \| Leuculopsis colorata \| \| \| \| \| \| Leuculopsis dubitaria \| \| \| \| \| \| Leuculopsis intermedia \| \| \| \| \| \| Leuculopsis parvistriata \| \| \| \| \| \| Leuculopsis pulverulenta \| \| \| \| \| \| Leuculopsis rufifimbria \| \| \| \| \| \| Leuculopsis unifasciata \| \| \| \| \| \| Leuculopsis vagula \| \| \| \| |
|             | \| \| Leuculopsis approximans \| \| \| \| \| \| Leuculopsis bilineata \| \| \| \| \| \| Leuculopsis coanaria \| \| \| \| \| \| Leuculopsis collineata \| \| \| \| \| \| Leuculopsis colorata \| \| \| \| \| \| Leuculopsis dubitaria \| \| \| \| \| \| Leuculopsis intermedia \| \| \| \| \| \| Leuculopsis parvistriata \| \| \| \| \| \| Leuculopsis pulverulenta \| \| \| \| \| \| Leuculopsis rufifimbria \| \| \| \| \| \| Leuculopsis unifasciata \| \| \| \| \| \| Leuculopsis vagula \| \| \| \| |
|             | Leuculopsis approximans |
|             | |
|             | Leuculopsis bilineata |
|             | |
|             | Leuculopsis coanaria |
|             | |
|             | Leuculopsis collineata |
|             | |
|             | Leuculopsis colorata |
|             | |
|             | Leuculopsis dubitaria |
|             | |
|             | Leuculopsis intermedia |
|             | |
|             | Leuculopsis parvistriata |
|             | |
|             | Leuculopsis pulverulenta |
|             | |
|             | Leuculopsis rufifimbria |
|             | |
|             | Leuculopsis unifasciata |
|             | |
|             | Leuculopsis vagula |
|             | |